# Kulturrevolution (Zeitschrift)
kultuRRevolution – zeitschrift für angewandte diskurstheorie (Eigenschreibweise, Abkürzung kRR) ist eine sprach- und sozialwissenschaftliche Fachzeitschrift für Diskursforschung und Diskurstheorie, die 1982 vom Diskurstheoretiker Jürgen Link und der Romanistin Ursula Link-Herr begründet wurde. Seit 1994 wird die Zeitschrift von Jürgen Link und dem Germanisten Rolf Parr in Zusammenarbeit mit der diskurswerkstatt bochum herausgegeben.

## Themen
Die interdisziplinären Beiträge zur Diskurstheorie und Diskursanalyse beinhalten neben Kulturtypologie, Medienanalyse, politische Diskurs- und Ideologieanalysen, diskursanalytische Literatur auch vor allem Anwendungen der Literaturtheorie und Kulturtheorie in Form von Schreibexperimenten, Unterrichtsmaterialien sowie „Partisanentechnik gegen diskursive Zwänge“. Neben der Diskurstheorie nach Michel Foucault und der Interdiskurstheorie Michel Pêcheux (1938–1983) werden eigene (Inter-)Diskursanalysen angewandt. Jürgen Links Konzepte des Interdiskurses, der Kollektivsymbolik, des Normalismus und der Denormalisierung sind maßgeblich in der kRR entwickelt worden. Die Zeitschrift hatte auch maßgeblichen Einfluss auf die Entwicklung der kritischen Diskursanalyse im deutschsprachigen Raum.

## Autoren
Beiträge der Zeitschrift stammen unter anderem von Louis Althusser, Etienne Balibar, Vilém Flusser, Jacques Rancière, Chantal Mouffe, Ernesto Laclau, Friedrich Balke, Ulrich Brieler, Dietmar Kamper, Hartmut Böhme, Siegfried Jäger, Karin Bruns, Alex Demirović, Klaus-Michael Bogdal, Ute Gerhard, Thomas Lemke, Rembert Hüser, Friedrich Kittler, Clemens Knobloch, Pierre Lantz, Gerhard Plumpe, Annette Runte, Ernst Schulte-Holtey, Margarete Jäger, Renate Lachmann und Slavoj Žižek.